# Alfabet llatí belarús

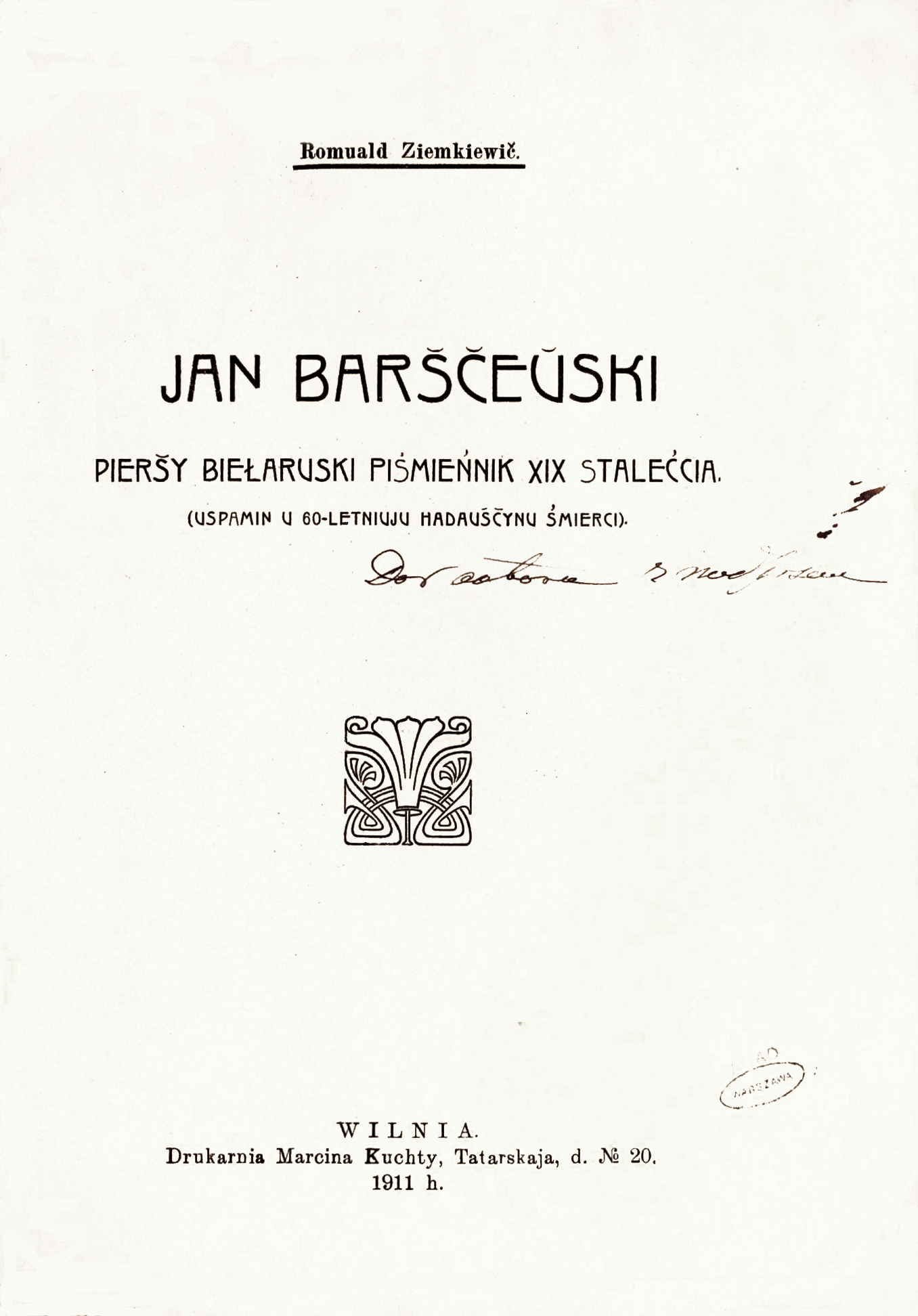
Llibre escrit en alfabet łacinka, publicat a Vílnius el 1911

L'alfabet łacinka AFI [laˈt͡sinka] o alfabet llatí belarús és una variant de l'alfabet llatí que s'utilitza per escriure l'idioma belarús (biełarus, en łacinka). Els primers textos que utilitzaven l'alfabet łacinka van aparèixer durant el segle xvi. El seu ús oficial va concloure amb la incorporació de ła major part de Belarús (Biełaruś, en łacinka) a la Unió Soviètica el 1921, seguint utilitzant-se a Bielarús Occidental (Zachodniaja Biełaruś, en łacinka), les terres bielarusses incorporades a la República de Polònia, i en la diàspora bielarussa; al final de la Segona Guerra Mundial ja era pràcticament inexistent. Després de la caiguda de la Unió Soviètica i la independència de Belarús, alguns grups han defensat la revitalització d'aquest alfabet, però en l'actualitat molt pocs l'utilitzen. Encara que correspon més adequadament a l'estructura fonològica de la llengua bielarussa, les autoritats actuals del país la consideren inapropiada i fan servir oficialment una transcripció que fa aparèixer topònims i especialmelnt noms propis de forma distorsionada (Belarus en comptes de Biełaruś, Lukashenka en comptes de Łukašenka).
L'alfabet łacinka està relacionat amb els actuals alfabets polonès i lituà; el seu tret més notable és la lletra Ŭ (O breu), que no es troba en cap dels altres dos alfabets (encara que s'utilitza en esperanto).
L'alfabet łacinka és el següent:
A/a, B/b, C/c, Ć/ć, Č/č, D/d, Dz/dz, Dź/dź, Dž/dž, E/e, F/f, G/g, H/h, Ch/ch, I/i, J/j, K/k, L/l, Ł/ł, M/m, N/n, Ń/ń, O/o, P/p, R/r, S/s, Ś/ś, Š/š, T/t, U/u, Ŭ/ŭ, V/v, Y/y, Z/z, Ź/ź, Ž/ž
| Łacinka | Ciríl·lic | IPA     |
| ------- | --------- | ------- |
| A a     | А а       | /a/     |
| B b     | Б б       | /b/     |
| C c     | Ц ц       | /ts/    |
| Ć ć     | Ць ць*    | /tsʲ/   |
| Č č     | Ч ч       | /tʂ/    |
| D d     | Д д       | /d/     |
| DZ dz   | Дз дз     | /dz/    |
| DŹ dź   | Дзь дзь*  | /dzʲ/   |
| DŽ dž   | Дж дж     | /dʐ/    |
| E e     | Э э       | /ɛ/     |
| F f     | Ф ф       | /f/     |
| G g     | (Ґ ґ)     | /ɡ ~ ɟ/ |

| Łacinka | Ciríl·lic | IPA      |
| ------- | --------- | -------- |
| H h     | Г г       | /ɣ ~ ʝ/  |
| CH ch   | Х х       | /x ~ ç/  |
| I i     | І і*      | /i/, /ʲ/ |
| J j     | Й й, ь*   | /j/      |
| K k     | К к       | /k ~ c/  |
| L l     | Ль ль*    | /lʲ/     |
| Ł ł     | Л л       | /l/      |
| M m     | М м       | /m/      |
| N n     | Н н       | /n/      |
| Ń ń     | Нь нь*    | /nʲ/     |
| O o     | О о       | /ɔ/      |
| P p     | П п       | /p/      |

| Łacinka | Ciríl·lic | IPA  |
| ------- | --------- | ---- |
| R r     | Р р       | /r/  |
| S s     | С с       | /s/  |
| Ś ś     | Сь сь*    | /sʲ/ |
| Š š     | Ш ш       | /ʂ/  |
| T t     | Т т       | /t/  |
| U u     | У у       | /u/  |
| Ŭ ŭ     | Ў ў       | /u̯/  |
| V v     | В в       | /v/  |
| Y y     | Ы ы       | /ɨ/  |
| Z z     | З з       | /z/  |
| Ź ź     | Зь зь*    | /zʲ/ |
| Ž ž     | Ж ж       | /ʐ/  |